# فلورنتا کورسیسکو
فلورنتا کورسیسکو (انگلیسی: Florența Crăciunescu; ۷ مهٔ ۱۹۵۵ – ۸ ژوئن ۲۰۰۸) ورزشکار دو و میدانی اهل رومانی بود.
وی در مسابقات کشوری و بین‌المللی در مجموع برندهٔ ۲ مدال طلا، ۱ مدال برنز شده‌است.